# Virgília d'Empúries
Virgília d'Empúries (m.957) va ser una dama catalana del segle x.

## Orígens familiars
Era filla de Delà I d'Empúries i Quíxol, germana de Guifré el Pilós.

## Núpcies i descendents
Va ser l'amistançada de Miró II de Cerdanya, cosí seu per part de mare. Amb Miró va tenir diversos fills i filles:
- Guiscafred.[3]
- Guilinda.[2]
- Gotruda de Cerdanya, casada amb Llop I de Pallars.

## Fets destacats
Discutint sobre l'amistançament de Virgília amb Miró II (qui estava casat amb Ava de Cerdanya), Aurell defensa que el pes de les lleis godes haurien impedit l'oficialitat de la relació. Doncs aquestes lleis penaven l'incest, i la relació entre dos cosins germans entrava en aquesta categoria. Malgrat tot, Miró considerava al mateix rang els seus fills legals amb Ava, com els bastards amb Virgília, i els va situar al mateix nivell en el seu testament.
Va fer donatiu de la vila de Juïgues a la seva germana Ranló, abadessa del monestir de Sant Joan de les Abadesses. Va designar a Guiscafred com a hereu dels béns del seu pare, fent que els comtats de Girona i Empúries anessin a lligar-se als de Cerdanya, si bé al final els interessos de Miró II es van veure frustrats al designar Delà I al seu germà Sunyer II com a hereu dels comtats.